# Claudio Azzolini
Claudio Azzolini (ur. 9 czerwca 1940 w Neapolu) – włoski polityk, dziennikarz i przedsiębiorca, członek Izby Deputowanych, poseł do Parlamentu Europejskiego IV kadencji.

## Życiorys
Absolwent studiów turystycznych. Pracował w instytucie odbudowy przemysłu (ISI) od 1963 jako dyrektor ds. promocji biznesu i rozwoju. Działał w organizacjach przedsiębiorców, a także w stowarzyszeniu dziennikarskim.
W 1994 dołączył do partii Forza Italia. W latach 1994–1999 z jej ramienia sprawował mandat eurodeputowanego, pracując w Komisji ds. Polityki Regionalnej. Od 2001 do 2008 zasiadał we włoskiej Izbie Deputowanych XIV i XV kadencji.